# Wanda Szmielew
Wanda Montlak Szmielew (n. 5 aprilie 1918, Varșovia, Regatul Poloniei – d. 27 august 1976, Varșovia, Polonia) a fost o matematiciană și logiciană poloneză (de origine evreiască) cunoscută pentru munca sa în domeniul grupurilor abeliene.

## Viața
Wanda Montlak s-a născut la 5 aprilie 1918 la Varșovia. A absolvit liceul în 1935 când și s-a căsătorit a preluat numele de Szmielew. În același an a intrat la Universitatea din Varșovia, unde a studiat logica sub îndrumarea profesorilor Adolf Lindenbaum, Jan Łukasiewicz, Kazimierz Kuratowski și Alfred Tarski. Cercetarea ei în acel moment includea lucrul la axioma alegerii, dar a fost întreruptă de Invadarea Poloniei din 1939.
Szmielew a devenit topograf în timpul celui de-al Doilea Război Mondial, timp în care și-a continuat cercetarea pe cont propriu. După eliberarea Poloniei, Szmielew a ocupat o poziție la Universitatea din Łódź, înființată în mai 1945. În 1947 ea și-a publicat lucrarea despre axioma  alegerii, a obținut o diplomă de masterat de la Universitatea din Varșovia și s-a mutat la Varșovia.
În 1949 și 1950, Szmielew a vizitat Universitatea din California, Berkeley, unde Tarski și-a găsit un post permanent după ce a fost exilat din Polonia pentru război. A absolvit un doctorat la Berkeley în 1950 sub supravegherea lui Tarski, cu disertația ei constând în lucrarea ei pe grupuri abeliene.
Revenind la Varșovia ca profesor asistent, interesele ei s-au mutat la baza geometriei. Cu Karol Borsuk, ea a publicat un text pe această temă în 1955 (tradus în engleză în 1960) și o altă monografie, publicată postum în 1981 și în 1983.
A murit de cancer pe 27 august 1976 la Varșovia.